# Canyon Country (California)
Canyon Country es una comunidad y distrito dentro de la ciudad de Santa Clarita en el condado de Los Ángeles, California.

## Geografía
Tiene una población de 51,603 habitantes. En 1987, fue una de las cuatro localidades (Valencia, Newhall, y Saugus) que formaron la ciudad de Santa Clarita.